# 隼鸟2号
隼鸟2号（日语：はやぶさ2）是日本宇宙航空研究開發機構（JAXA）的小行星探测计划，原隼鳥號的後續計劃。探测器在2014年12月3日乘載H-IIA火箭升空，主要目的是前往屬於C型小行星的龍宮星（162173 Ryugu），於2018年到達並採集樣本後，於2020年返航，将采集到的样本送回地球。2020年12月6日凌晨，样本容器成功分离并降落在澳大利亚南澳洲北部的沙漠，2小时后被找到和回收。隼鸟2号则继续飞往探测小行星1998KY26，预计2031年到达。

## 歷史
2012年1月，隼鳥2號之研究團隊籌備開發事宜。
2014年9月，歷時2年8個月，隼鳥2號製作完成，自JAXA相模原園區移置發射地種子島。
2014年12月3日，从种子岛宇宙中心大型火箭发射场由H-IIA火箭发射。5日，隼鳥2號順利與火箭主體分離，後續伸展太陽能面板。
2015年10月，JAXA將隼鳥2號目的地小行星(162173) 1999 JU3，正式命名為「龍宮」。
2015年11月26日，日本时间上午12時46分，在距离地球300万千米处拍摄到地月合影，同年12月3日到达地球近地点，飛航器主體借助引力加速前往目的地小行星162173（即龙宫）。
2018年2月，隼鳥2號成功拍攝到樣貌清晰的龍宮。同年6月，隼鳥2號抵達小行星星體上空。
2018年10月3日，隼鳥2號朝小行星龙宫表面投放一台「小行星地表探測車」（MASCOT），希冀於16小時之內，儘量蒐集小行星表面資料，並促其即時資訊的回傳。
2018年10月11日，隼鳥2號原預計10月底登陸小行星龙宫的計畫，因行星地表比原先預想更崎嶇，為保證降落成功率，預計改延至2019年1月底執行。
2019年2月22日，隼鳥2號成功登陸小行星龙宫。
2019年4月5日，隼鸟2号向小行星龙宫表面发射大金属弹，金属弹丸击中小行星后，小行星地下岩石喷涌而出。这是人类首次通过发射金属弹制造陨石坑。
2019年7月11日，隼鳥2號於距陨石坑約20公尺處，二度成功登陸小行星「龍宮」，預計採集地表下之岩石標本，並且於2020年時，攜帶採集品返回地球。
2019年10月，隼鳥2號啟動於龍宮小行星上的最後一項任務（投放小型探測機器人，藉此觀測龍宮其重力狀態）。
2019年11月12日，JAXA称隼鸟2号已对小行星“龙宫”进行了深入探测。13日，开启它的回家之旅，预计2020年年底返回地球，其从“龙宫”采集的样本有望揭示有关太阳系起源的奥秘。
2020年12月5日，隼鸟2号在距地球22萬公里的預定軌道和回收舱（密封艙體具直徑40公分）成功分离。
2020年12月6日早3时，回收舱降落在澳大利亚南部沙漠地带，由宇宙航空研究开发机构派遣至澳大利亚的工作组藉由澳洲空軍之協助对其回收，未来会将回收舱空运回日本用于科研。隼鸟2号探测器目前運作正常，為充分利用機體殘存燃料，已變更其飛行軌道，轉向小行星1998 KY26方向，預計2031年7月抵達。其将继续执行探测小行星任务。
2020年12月8日上午10時30分，隼鳥2號密封艙運回日本JAXA宇宙科學研究所。
2020年12月18日，JAXA宣布，隼鸟2号从龙宫带回5.4克沙土样本。

## 简介
隼鳥2號是設計上是與隼鳥號規格幾乎相同的「準同型機」，根據目前釋出的資料，與隼鳥號的不同點在於：
1. 天線將從隼鳥號使用的舊型天線更換成與破曉號相同的平面天線。
2. 攜帶自我構造彈，在小行星表面進行第一次採樣後，釋放彈頭在小行星表面上製造坑洞，之後於坑洞內採集樣本。
3. 導致隼鳥號一連串故障的反作用輪增加一個備用。

隼鳥2號預計將使用NEC研發的「StarPixel」影像壓縮引擎，來加快影像壓縮以及傳輸所需花費的時間。

## 參看
- 隼鸟号探测器
- (162173) 1999 JU3
- 太陽系探測器列表

## 外部連結
- Hayabusa 2 Home Page
- JAXA Hayabusa 2 website （页面存档备份，存于）
- Agency’s Report from ISAS/JAXA
- Japan Eyes Expansive Space Exploration Agenda （页面存档备份，存于） SPACE.com
- TECHNOLOGIES FOR FUTURE ASTEROID EXPLORATION: WHAT WE LEARNED FROM HAYABUSA MISSION. （页面存档备份，存于）
- Development of New Sampling Devices for Solar System Small Body Sample Return Program in the Hayabusa Era[]